# Партија италијанских комуниста
Партија италијанских комуниста (итал. Partito dei Comunisti Italiani) је комунистичка политичка партија у Италији. Њен дугогодишњни лидер је Оливиеро Дилиберто.
ПИК је основана 1998. године када је Армандо Кошута напустио Партију комунистичке обнове чији је био дугогодишњи лидер. Главни разлог напуштања ПКО била је одлука већег дела те странке да ускрати подршку првој влади Романа Продија. Троцкистичка фракција одлучила је да напусти ПКО и оформи нову странку. Недуго након тога, Оливиеро Дилиберто постао је министар правосуђа у првој влади Масима Д'Алеме.
На изборима 2001. године партија је наступала у коалицији са странкама левог центра али је освојила свега 1,7%. На изборима 2006. године партија је чланица коалиције Унија са којом осваја 16 посланика и 11 сенатора са коалицијом Заједно за Унију коју чине још и Федерација зелених и Уједињени потрошачи.
2006. године ПИК предлаже ПКО, Федерацији зелених и осталим странкама левице формирање Уједињене левице. 8-9 децембра 2007. године ПИК учествује у стварању коалиције Левица-Дуга. Међутим ова коалија на изборима 2008. године осваја само 3,1% и губи представнике у Парламенту. Пред изборе за Европски парламент 2009. године формира заједничку листу под називом Антикапиталистичка левица коју чине ПКО, ПИК, Социјализам 2000 и Уједињени потрошачи. Листа осваја 3,4% и не осваја ни једног европског посланика.
Децембра 2009.године Антикапиталистичка левица трансформисана је у Федерацију левице.